# Endotel

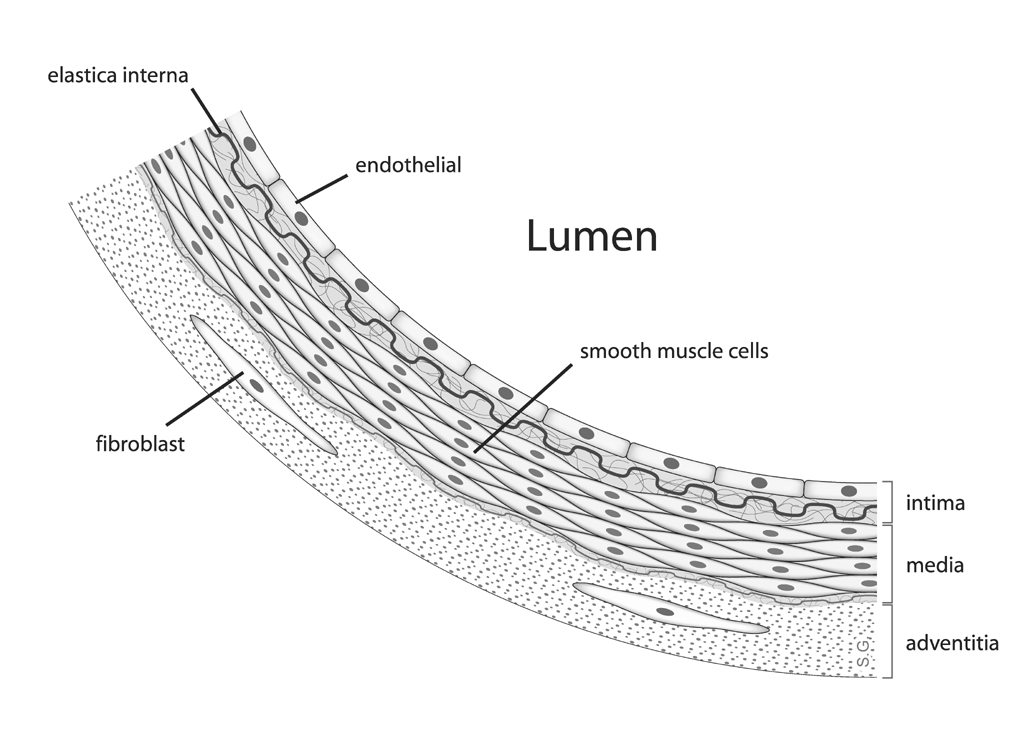
Stavba tepny; na straně přivrácené do lumen je patrný endotel

Endotel (endothelium) je jednovrstevný epitel (vrstva buněk) vystýlající vnitřní povrch krevních i lymfatických cév a srdce. Je tvořen plochými, vzájemně pevně propojenými buňkami. Obvykle je to dlaždicový epitel, existují však i endotely s krychlovými buňkami. Od typických epitelů se liší tím, že je mezodermálního původu, a také tím, že má obvykle vimentinová filamenta.
Jako endotel se však označuje i vrstva buněk v oční rohovce.

## Endotel cév
Všechny cévy jsou na své vnitřní stěně vystlány endoteliárními buňkami, které tvoří tzv. tunica intima. Mají mnohostěnný tvar, obsahují množství váčků vzniklých pinocytózou a tvoří pevné buněčné spoje. Tvoří hranici mezi cévní soustavou a tkáněmi, takže je zřejmé, že hlavní funkcí těchto buněk je kontrolovaný a výběrový transport látek přes cévní stěnu. Např. kyslík difunduje samovolně (v plicích přes endotel do krve, v tkáních naopak), ale větší molekuly jsou přenášeny aktivně, vnitrobuněčným transportem. Mimo to plní určité biochemické role: regulují tvorbu moči tím, že mění angiotensin I na angiotensin II a rozkládají hormony a podobné látky (bradykinin, serotonin, prostaglandiny, noradrenalin, trombin). Dále platí, že enzymy na povrchu endoteliárních buněk rozkládají lipoproteiny za uvolnění cholesterolu a dále tyto buňky produkují látky, jež regulují tloušťku cév (vazokonstrikce, vazodilatace). Růst endotelu reguluje tzv. vaskulární endotelový růstový faktor (VEGF).